# Thérèse de Liechtenstein
Thérèse de Liechtenstein (28 juillet 1850, château de Liechtenstein - 13 mars 1938, Munich) est par mariage un membre de la famille royale de Bavière.

## Famille
Theresa est le dixième enfant et la neuvième fille du prince Alois II de Liechtenstein et de Franziska Kinsky von Wchinitz und Tettau. Elle est notamment la sœur cadette de Sophie de Liechtenstein, du prince Jean II de Liechtenstein et d'Henriette de Liechtenstein, et la sœur aînée du prince François Ier de Liechtenstein.

## Mariage
Le 12 avril 1882, à Vienne, Thérèse épouse le prince Arnulf de Bavière, fils cadet du prince régent Luitpold de Bavière et de l'archiduchesse Auguste-Ferdinande de Habsbourg-Toscane,. Ils ont un fils, le prince Henri de Bavière (de) (1884-1916), décédé pendant la Première Guerre mondiale. 
Décédée le 13 mars 1938, la princesse est inhumée en l'église des Théatins de Munich.

## Titres et prédicats
- 28 juillet 1850 - 12 avril 1882 : Son Altesse Sérénissime la princesse Thérèse de Liechtenstein
- 12 avril 1882 - 13 mars 1938 : Son Altesse Royale la princesse Arnulf de Bavière